# Cynorkis brachyceras
Cynorkis brachyceras är en orkidéart som beskrevs av Rudolf Schlechter. Cynorkis brachyceras ingår i släktet Cynorkis, och familjen orkidéer. Inga underarter finns listade i Catalogue of Life.